# Olin Stephens
Olin James Stephens II. (* 13. April 1908 in New York City; † 13. September 2008 in Hanover (New Hampshire)) war ein US-amerikanischer Yachtkonstrukteur mit einer Vorliebe für Holzschiffe.

## Leben
Olin Stephens war der nach Nathanael Herreshoff erfolgreichste Yachtkonstrukteur im America’s Cup. Er entwarf fünf siegreiche AC-Boote: Columbia (1958), Constellation (1964), Intrepid (1967), Courageous (1974) und Freedom (1980). Mit seinem Bruder Rod Stephens und dem Yachtmakler Drake Sparkman gründete und führte er die Firma Sparkman & Stephens (S&S), die führende Yacht-Design-Firma von 1929 bis 1980. Legendär sind seine Yachtentwürfe Dorade, mit der 1931 die Transatlantikregatta und im selben Jahr das Fastnet Race gewonnen wurde, sowie Stormy Weather, mit der er die tragische Transatlantikregatta 1935 gewann. Mitte der 1930er Jahre führte er mit Starling Burgess die Verwissenschaftlichung im Yachtdesign ein. Schlepptankversuche optimierten die J-Yacht Ranger, die 1937 den America’s Cup gegen Endeavour verteidigte. In den 1960er Jahren begann die Zusammenarbeit mit dem Finnen Pekka Koskenkyla, der die Yachtwerft Nautor’s Swan gründete.

## Ehrungen
- Wegen seiner besonderen Verdienste als Konstrukteur um den America’s Cup wurde er 1993 als Inductee (Ehrenmitglied) in die America’s Cup Hall of Fame aufgenommen.[4]
- 2007 Erster Inductee der ISAF Sailing Hall of Fame[5]

## Schriften
- All This and Sailing, Too: An Autobiography, 1999, ISBN 978-0-913372-89-0.
- Lines: A Half-Century of Yacht Designs by Sparkman & Stephens 1930–1980. ISBN 978-1-56792-221-9.